# Siân Brooke
Siân Brooke, född 1980 i Lichfield, Staffordshire, är en brittisk skådespelare.
Brooke har bland annat medverkat i TV-serierna Vår lilla hemlighet och Blue Lights. Hon har även medverkat i filmen Marie Curie: Pionjär. Geni. Rebell..

## Filmografi (i urval)
- 2019 – Vår lilla hemlighet (TV-serie)
- 2019 – Marie Curie: Pionjär. Geni. Rebell.
- 2023 – Blue Lights (TV-serie)